# Ryszard Kraszewski
Ryszard Kraszewski (ur. 11 lipca 1937 w Święcku Wielkim, zm. 13 stycznia 2012 tamże) – polski polityk, rolnik, poseł na Sejm X kadencji (1989–1991).

## Życiorys
Syn Józefa i Czesławy. W 1954 ukończył liceum ogólnokształcące. Z przyczyn rodzinnych przerwał studia wyższe na Politechnice Warszawskiej, następnie dwa lata pracował jako nauczyciel w wiejskiej szkole podstawowej. Wraz z rodziną prowadził 42-hektarowe gospodarstwo rolne. W okresie 1981–1984 studiował zaocznie na Wydziale Urządzeń Rolnych Politechniki Białostockiej. W 1980 wstąpił do Niezależnego Samorządnego Związku Zawodowego „Solidarność”, był delegatem na I Krajowy Zjazd „Solidarności”. Pełnił funkcję wiceprzewodniczącego zarządu gminnego oraz członka założycielskiej rady wojewódzkiej NSZZ „S”. Był członkiem rady nadzorczej Gminnej Spółdzielni „Samopomoc Chłopska” w Wysokiem Mazowieckiem.
W 1989 został posłem na Sejm X kadencji z okręgu łomżyńskiego z ramienia Komitetu Obywatelskiego. W Sejmie należał do Obywatelskiego Klubu Parlamentarnego, a w jego ramach do Koła Chrześcijańskich Demokratów.
Działał później w Polskim Stronnictwie Ludowym – Porozumieniu Ludowym, Partii Chrześcijańskich Demokratów, Porozumieniu Polskich Chrześcijańskich Demokratów i Stronnictwie Konserwatywno-Ludowym-Ruch Nowej Polski. Do 2002 zasiadał w radzie gminy Wysokie Mazowieckie. Bez powodzenia kandydował do Sejmu 2001 z listy Akcji Wyborczej Solidarność Prawicy (jako kandydat PPChD) i w 2005 z listy Ruchu Patriotycznego (jako kandydat partii Przymierze dla Polski), a także do rady powiatu wysokomazowieckiego z ramienia Prawa i Sprawiedliwości w 2006. W 2011 był kandydatem do Sejmu z listy Polskiej Partii Pracy – Sierpień 80.
Został pochowany 17 stycznia 2012 w Dąbrowie Wielkiej.